# Diwan (poesia)

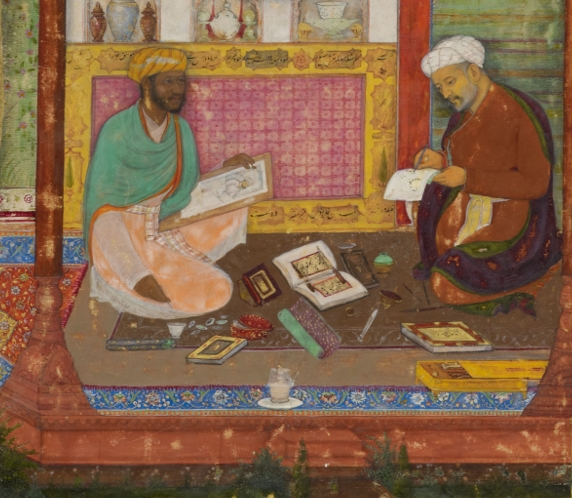
Scribi dell'impero Moghul mentre raccolgono un Diwan.

Nella cultura musulmana di, nord Africa, Sicilia e Asia del sud, un Diwan (in lingua persiana دیوان, divân, in arabo ديوان‎?, dīwān) è una collezione di poemi di un autore, generalmente escludendo quelli più lunghi (mathnawī). Questi poemi, frequentemente cantati o messi in musica, erano spesso composti e raccolti nelle corti imperiali di vari sultanati ed erano molto noti per la loro capacità di ispirare.

## Etimologia
L'uso della definizione "poesia diwan" viene dal termine arabo diwan (دیوان), proveniente  dal persiano, che designa una lista o registro. Il termine persiano deriva dalla parola dibir dal significato di scrittore o scriba. Diwan era anche preso in prestito da armeno, arabo, urdu e turco. In persiano, turco e in altre lingue il termine diwan  significava una raccolta di poesie di un singolo autore, come in "opere selezionate", o tutto il lavoro di un poeta. Quindi Diwan-e Mir sarebbe la collezione di opere di Mir Taqi Mir e così via. Il primo uso del termine in questo senso è attribuito a Rudaki.
Il termine divan era usato in titoli di opere poetiche in francese, a partire dal 1697, ma era un uso raro e didattico, anche se fu ripreso dalla sua famosa apparizione in Goethe in West-östlicher Divan (Poesie d'Occidente e Oriente), un'opera pubblicata nel 1819 che rifletteva l'interesse costante del poeta per la letteratura mediorientale e specificamente persiana.
Questo termine è stato usato, in modo simile, alle raccolte di poesia ebraica e alla poesia di al-Andalus.

## Simbolismo

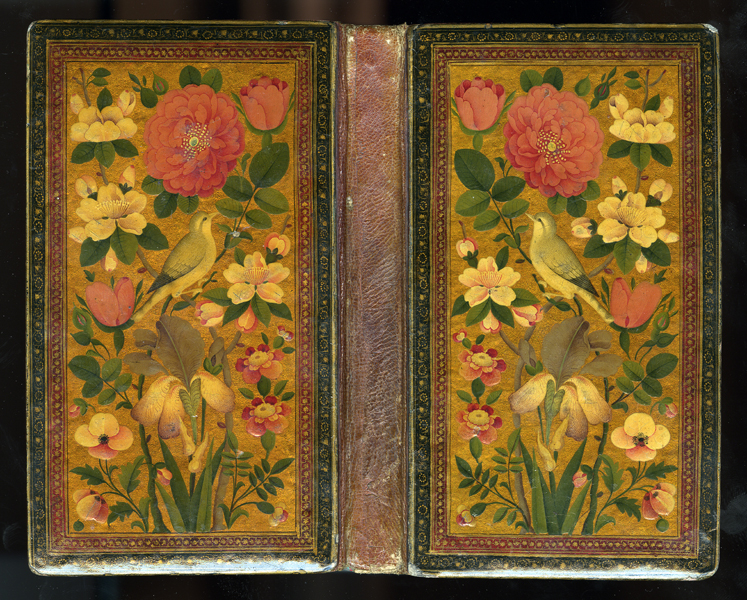
Rosa e usignolo sulla copertina di un Diwan di Hafez (Persia, 1842)

La poesia ottomana Diwan era una forma d'arte altamente ritualizzata e simbolica. Dalla poesia persiana che l'aveva largamente ispirata, ereditò una ricchezza di simboli i cui significati e interrelazioni - sia di similitudine (مراعات نظير mura'ât-i nazîr / تناسب tenâsüb) che di opposizione (تضاد tezâd) - erano più o meno stabiliti. Esempi di simboli prevalenti che, in certa misura, si contrappongono tra loro sono, tra gli altri:
l'usignolo (بلبل bülbül) — la rosa (ﮔل gül)
il mondo (جهان cihan; عالم 'âlem) — il giardino delle rose (ﮔﻠﺴﺘﺎن gülistan; ﮔﻠﺸﻦ gülşen)
l'asceta (زاهد zâhid) — il derviscio (درويش derviş)
Come suggerisce l'opposizione di "asceta" e "derviscio", la poesia Diwan - molto simile alla poesia popolare turca - è stata fortemente influenzata dal pensiero sufi. Una delle caratteristiche principali della poesia Diwan, tuttavia - come la poesia persiana prima di essa - era la sua mescolanza del mistico elemento Sufi con un elemento profano ed anche erotico. Pertanto, l'abbinamento tra "l'usignolo" e "la rosa" suggerisce contemporaneamente due diverse relazioni:
- la relazione tra il fervente amante ("l'usignolo") e l'incostante amata ("la rosa")
- la relazione tra l'individuo praticante sufi (che è spesso caratterizzato dal sufismo come amante) e Allah (che è considerato la fonte e l'oggetto ultimo dell'amore)

Allo stesso modo, "il mondo" si riferisce simultaneamente al mondo fisico e a questo mondo fisico considerato come la dimora del dolore e dell'impermanenza, mentre "il giardino delle rose" si riferisce simultaneamente a un giardino letterale e al giardino del Paradiso. "L'usignolo", o amante sofferente, è spesso visto come situato - sia letteralmente che figurativamente - nel "mondo", mentre "la rosa", o amato, è vista come "il giardino delle rose".
La poesia di Diwan è stata composta attraverso la costante giustapposizione di molte di tali immagini all'interno di un rigido quadro metrico, consentendo così l'emergere di numerosi significati potenziali. Un breve esempio è la seguente riga di versi, o mısra (مصراع), del giudice e poeta del XVIII secolo, Hayatî Efendi:
بر گل مى وار بو گلشن ﻋالمدﻪ خارسز
Bir gül mü var bu gülşen-i ‘âlemde hârsız
("C'è qualche rosa, in questo giardino del mondo, privo di spine?")
Qui, l'usignolo è solamente implicito (come poeta/amante), mentre la rosa, o amato, è dimostrata in grado di infliggere dolore con le sue spine (خار hâr). Il mondo, di conseguenza, è visto come dotato di entrambi gli aspetti positivi (è un giardino delle rose, e quindi analogo al giardino del Paradiso) e di quelli negativi (è un giardino delle rose pieno di spine, e quindi diverso dal giardino del Paradiso).

## Sviluppo

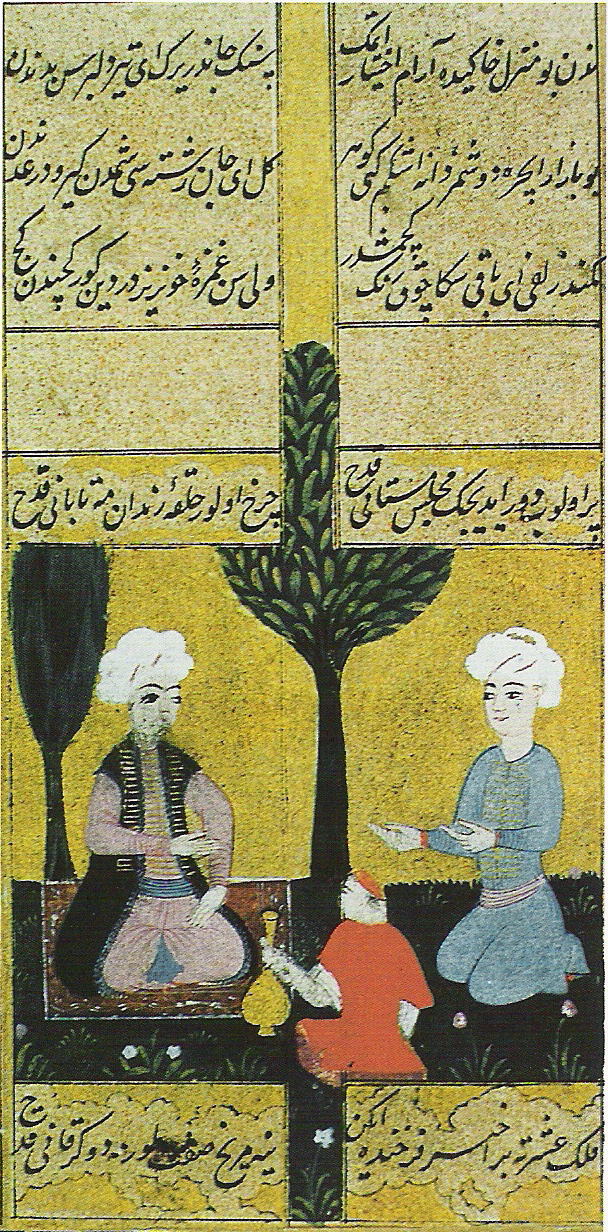
Festa ottomana in giardino, con poeta, ospite e coppiere; dal Dîvân-ı Bâkî del XVI secolo

Per quanto riguarda lo sviluppo della poesia diwan negli oltre 500 anni della sua esistenza, che è - come sottolinea l'ottomanologo Walter G. Andrews - uno studio ancora nella sua infanzia, movimenti e periodi chiaramente definiti non sono ancora stati decisi. All'inizio della storia della tradizione, l'influenza persiana era molto forte, ma questa fu mitigata dall'influenza di poeti come l'azero Nesîmî (? -1417?) e lo uiguro Ali-Shir Nava'i (1441-1501), che hanno offerto forti argomenti per lo status poetico delle lingue turche contro il tanto venerato persiano. In parte a causa di tali argomenti, la poesia Diwan nel suo periodo più forte - dal XVI al XVIII secolo - venne a mostrare un equilibrio unico di elementi persiani e turchi, fino a quando l'influenza persiana cominciò a predominare di nuovo all'inizio del XIX secolo.
Nonostante la mancanza di certezze riguardo ai movimenti stilistici e ai periodi della poesia diwaniana, alcuni stili molto diversi sono abbastanza chiari e possono essere notati come esemplificati da alcuni poeti:

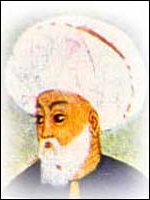
Fuzûlî (1483? -1556), poeta diwan di origine azera

- Fuzûlî (1483?–1556); fu l'unico poeta che ha scritto con eguale maestria in turco, azero,[7] persiano, e arabo, è diventato influente sia nel persiano che nella poesia diwan.
- Bâkî (1526–1600); fu un poeta di grande potenza retorica e sottigliezza linguistica la cui abilità nell'usare il prestabilito tropo della tradizione Diwan è piuttosto rappresentativa della poesia al tempo di Solimano il Magnifico.
- Nef‘î (1570?–1635); fu un poeta considerato il maestro della "kasîde" (una specie di panegirico), oltre ad essere conosciuto per le sue poesie satiriche, che lo portarono alla esecuzione capitale
- Nâbî (1642-1712); fu un poeta che scrisse un certo numero di poesie socialmente orientate e critiche sulla stagnazione economica dell'Impero ottomano
- Nedîm (1681?–1730); fu un poeta rivoluzionario del periodo dei tulipani della storia ottomana, che infuse, nell'elitario e astruso linguaggio della poesia diwaniana, numerosi elementi più semplici e populisti
- Şeyh Gâlib (1757–1799); fu un poeta della confraternita islamica Mevlevî il cui lavoro è considerato il culmine del cosiddetto "stile indiano" molto complesso (سبك هندى sebk-i hindî)

La maggior parte della poesia Diwan era lirica: sia "gazel" (che costituiva la maggior parte del repertorio della tradizione), che "kasîde". C'erano, tuttavia, altri generi comuni, in particolare il "mesnevî", una sorta di letteratura cavalleresca e quindi una varietà di poesia narrativa; i due esempi più notevoli di questa forma sono il Leylî vü Mecnun  (ليلى و مجنون) di Fuzûlî e Hüsn ü Aşk (حسن و عشق; "Bellezza e amore") di Şeyh Gâlib.

## Variante urdu
Nella poesia urdu i diwan sono anche una collezione di poemi, ma qui sono principalmente ghazal.